# Grand Prix Francji 1925
Grand Prix Francji 1925 (oryg. XIX Grand Prix de l’Automobile Club de France) – jeden z wyścigów Grand Prix rozegranych w 1925 oraz trzecia eliminacja Mistrzostw Świata Konstruktorów AIACR.

## Lista startowa
Na niebieskim tle kierowcy, którzy nie byli zgłoszeni (lub byli kierowcami rezerwowymi), ale współdzielili samochód w czasie wyścigu.
| Nr | Kierowca             | Zespół                     | Samochód      | Silnik |   |
| -- | -------------------- | -------------------------- | ------------- | ------ | - |
| 1  | Henry Segrave        | Sunbeam                    | Sunbeam       |        | ? |
| 2  | Ernest Eldridge      | Sunbeam                    | Sunbeam       |        | ? |
| 3  | Giuseppe Campari     | Alfa Corse                 | Alfa Romeo P2 |        | ? |
| 5  | Pierre de Vizcaya    | Automobiles Ettore Bugatti | Bugatti 35    |        | ? |
| 6  | Albert Divo          | Automobiles Delage         | Delage 2LCV   |        | ? |
| 7  | Giulio Masetti       | Sunbeam                    | Sunbeam       |        | ? |
| 8  | Antonio Ascari       | Alfa Corse                 | Alfa Romeo P2 |        | ? |
| 9  | Jules Goux           | Automobiles Ettore Bugatti | Bugatti 35    |        | ? |
| 10 | Robert Benoist       | Automobiles Delage         | Delage 2LCV   |        | ? |
| 10 | Albert Divo          | Automobiles Delage         | Delage 2LCV   |        | ? |
| 11 | Caberto Conelli      | Sunbeam                    | Sunbeam       |        | ? |
| 12 | Gastone Brilli-Peri  | Alfa Corse                 | Alfa Romeo P2 |        | ? |
| 13 | Meo Costantini       | Automobiles Ettore Bugatti | Bugatti 35    |        | ? |
| 14 | Louis Wagner         | Automobiles Delage         | Delage 2LCV   |        | ? |
| 14 | Paul Torchy          | Automobiles Delage         | Delage 2LCV   |        | ? |
| 15 | Ferdinand de Vizcaya | Automobiles Ettore Bugatti | Bugatti 35    |        | ? |
| 17 | Giulio Foresti       | Automobiles Ettore Bugatti | Bugatti 35    |        | ? |
| Nr | Kierowca             | Zespół                     | Samochód      | Silnik |   |

## Wyniki

### Wyścig

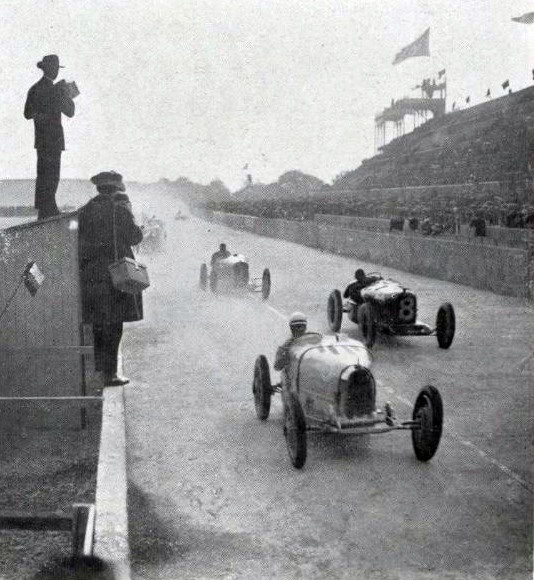
Start wyścigu

Źródło: teamdan.com
| P                                                     | + / – | Nr | Kierowca                   | Konstruktor | Okr. | Czas / Strata      | Komentarz              |
| ----------------------------------------------------- | ----- | -- | -------------------------- | ----------- | ---- | ------------------ | ---------------------- |
| 1                                                     | 7     | 10 | Robert Benoist Albert Divo | Delage      | 80   | 8h54:41,2          | Samochód współdzielony |
| 2                                                     | 10    | 14 | Louis Wagner Paul Torchy   | Delage      | 80   | +7:46,2            | Samochód współdzielony |
| 3                                                     | 2     | 7  | Giulio Masetti             | Sunbeam     | 11   | +11:34,0           |                        |
| 4                                                     | 7     | 13 | Meo Costantini             | Bugatti     | 80   | +12:57,2           |                        |
| 5                                                     | 2     | 9  | Jules Goux                 | Bugatti     | 80   | +20:30,0           |                        |
| 6                                                     | 7     | 15 | Ferdinand de Vizcaya       | Bugatti     | 80   | +26:07,2           |                        |
| 7                                                     | 4     | 5  | Pierre de Vizcaya          | Bugatti     | 80   | +46:20,4           |                        |
| 8                                                     | 6     | 17 | Giulio Foresti             | Bugatti     | 80   | +54:57,4           |                        |
| Niesklasyfikowani                                     |       |    |                            |             |      |                    |                        |
|                                                       |       | 3  | Giuseppe Campari           | Alfa Romeo  | 40   | Wycofał się        |                        |
|                                                       |       | 1  | Henry Segrave              | Sunbeam     | 31   | Silnik             |                        |
|                                                       |       | 12 | Gastone Brilli-Peri        | Alfa Romeo  | 31   | Wycofał się        |                        |
|                                                       |       | 11 | Caberto Conelli            | Sunbeam     | 22   | Hamulce            |                        |
|                                                       |       | 8  | Antonio Ascari             | Alfa Romeo  | 22   | Tragiczny wypadek  |                        |
|                                                       |       | 6  | Albert Divo                | Delage      | 7    | Doładowanie        |                        |
| Nie wystartowali / niedopuszczeni do ponownego startu |       |    |                            |             |      |                    |                        |
|                                                       |       | 2  | Ernest Eldridge            | Sunbeam     |      | Samochód niegotowy |                        |
| P                                                     | + / – | Nr | Kierowca                   | Konstruktor | Okr. | Czas / Strata      | Komentarz              |

### Najszybsze okrążenie
Źródło: teamdan.com
| Nr | Kierowca    | Konstruktor | Czas   | Okr. |
| -- | ----------- | ----------- | ------ | ---- |
| 10 | Albert Divo | Sunbeam     | 5:48,0 |      |